# Огланлінське родовище бентонітових глин
Огланлінське родовище бентонітових глин розташоване біля смт Огланли Туркменістану.

## Історія
Відкрите в 1920 геологом В. В. Гартнером, експлуатується з 1934 р.

## Характеристика
Родовище знаходиться на північно-східному схилі Большебалханської антикліналі. Бентоніти приурочені до огланлінської світи еоцену. Вони утворені в процесі гальміролізу вулканічного попелу в мор. середовищі. Бентонітовий пласт середньою потужностю 10 м прослідковується на 12,5 км за простяганням, кут падіння — від 30 до 80°. Вмісні породи — вапнякові глини. Розрізнюють білі восковидні сильнонабухаючі (лужні) і сірки малонабухаючі (лужноземельні) бентоніти. Головний мінерал — монтморилоніт, другорядні — кристобаліт, цеоліти, гідрослюда, кальцит, кварц. Бентоніти висококремнеземисті (до 30 % аморфного SiO2), малозалізисті (білі відміни), вміст MgO 2,5-6 %. Густина глин 2,640. Коеф. пористості 0,55; пористість 35,5 %; набухаємість 4,4 19; колоїдність 92,3 %. Загальні запаси бентонітів 15,5 млн т, в тому числі лужних 10,6 млн т.

## Технологія розробки
Родов. розробляється відкритим способом.

## Використання глин
Глини Огланлінського родовища використовуються для приготування бурових розчинів, зв'язуючих матеріалів в ливарних формівних сумішах і керамічній масі, для грудкування залізорудних концентратів.